# Битка при Формини
Битката при Формини (на френски: Bataille de Formigny) е последното сражение от Стогодишната война в северна Франция. Тя решава съдбата на Нормандия, която окончателно се връща под френска власт.

## Предистория
Нормандия е традиционно английско владение във Франция, още от времето, когато нормандският херцог Уилям Завоевателя нахлува на острова (1066). Към 1204 г. французите си връщат областта, а през Стогодишната война често минава от едната в другата държава. Във всеки случай е ясно, че голяма част от нормандското население симпатизира повече на Англия, отколкото на Франция. Ето защо кампанията по завладяването на Нормандия, която провежда Хенри V от 1417 до 1419 г., се увенчава с безспорен успех. По-късно, след обрата на войната по времето на Жана д'Арк, френски армии се появяват пред столицата Руан, но срещат враждебно отношение.
През 1444 г. се постига примирието в Тур и войната временно спира. И двете страни се готвят за решителни действия – англичаните да съхранят присъствието си, а французите – да го ликвидират. Френските военни реформи са много по-впечатляващи. Крал Шарл VII не разпуска войниците си, а ги запазва под команда – първи опит през средновековието за постонна армия. Те вече не са феодално опълчение, а платена и отлично въоръжена армия. Най-впечатляващо е развитието на артилерията под вещото ръководство на Жан Бюро.
През 1448 г. една английска армия превзема и разграбва бретанския град Фужер. Като нищо друго тази жестокост настройва против англичаните населението на северна Франция. Когато войските на Шарл VІІ навлизат в Мен и Нормандия, най-често са посрещани като освободители. През декември 1449 г. пада Руан, а отговорът на англичаните не променя нищо – с малка и опитна армия Джон Талбот опитва да напредне към Париж, но среща твърде силни френски войски. Става ясно, че само пристигането на нови сили от Англия могат да спасят Нормандия.

## Ход на сражението
В Лондон надмощие вземат настроенията за решително подновване на войната. Парламентът отпуска пари и скоро е съставена армия, командвана от Томас Кириъл. Тя не брои повече от 5000 души, но през март 1450 г. успешно дебаркира при Шербур и превзема няколко малки градчета. През това време французите обсаждат ключови крепости – Кан и Байо. Губернаторът на Нормандия – Едмънд Бофорт, – който е роднина на крал Хенри VI, моли Кириъл да промени плановете си и да спаси Байо. Англичаните се насочват натам, последвани от две френски армии: на Жан дьо Клермон, син на Бурбонския херцог (3000 души) и на бъдещия бретански херцог Артюр дьо Ришмон (2000 души). Макар че може да се прибере в Байо и да избегне битката, Кириъл мечтае за слава и решава да се бие.
В тази битка английският главнокомандващ няма с какво да изненада французите. Както и в много предишни случаи, той има рицари и стрелци с лък, които разполага без въображение – рицарите в средата, стрелците по фланговете. Французите отдавна вече знат как да се справят с това – без фронтални атаки, без да се излагат на смъртоносните стрели. Все пак Клермон започва според очакванията – с атака на пехотата, но я отдръпва при първия облак стрели. това му спестява много жертви. Следва още една атака. После той изважда главния си коз – две оръдия, чийто снаряди заплашват да разбият английските земни укрепления. Кириъл нарежда на стрелците си да се втурнат и да пленят оръдията, след което да ги завлекат в своя лагер. Когато това се случва, французите са объркани и готови да отстъпят.
Ала в този момент към сражението се присъединяват конниците на Артюр дьо Ришмон. Не е съвсем ясно дали отначало е планирано да се появят със закъснение, когато англичаните са излезли от прикритието си, или така се случва. Във всеки случай, те могат с лекота да избият беззащитните стрелци и дори се озовават зад отбранителните им съоръжения. Пехотата на Клермон се окопитва и започва ново настъпление. В резултат английската съпротива рухва и войниците побягват към близкото село Формини. Френската армия не ги преследва – тя знае, че психологическото предимство е на нейна страна. Местните селяни обаче нападат бегълците и когото могат, убиват. Така загиват 90% от английските войници. Кириъл е сред малцината оцелели. Той е взет в плен и след това – скъпо продаден на своя крал.

## Последици
Тази битка решава съдбата на английска Нормандия. И без друго повечето градове вече са във френски ръце, така че остава да се превземат само Кан и Шербур. Там француците концентрират толкова мощна артилерия, че не оставят на защитниците никакъв шанс. Първо, на 1 юли 1450 г., пада Кан (едно гюле нахлува в апартамента на Едмънд Бофорт и уплашва семейството му до смърт; още на същия ден той се предава). После започва канонадата на Шербур. „Градът беше подложен на такъв тежък обстрел с метални и каменни гюлета, какъвто светът още не беше виждал“, пише един хронист. На 12 август и този град капитулира.
През следващите три години военните действи се пренасят на юг, към Аквитания. Когато англичаните търпят поражение и тук (битката при Кастийон), войната приключва.